# Lucia Micarelli
Lucia Micarelli (New York, 9 juli 1983) is een muzikante en actrice, bekend geworden als violiste van Josh Grobans Closer tour. Haar eigen album Music From A Farther Room, exclusief geproduceerd door Groban, is een mix van klassieke stukken en welbekende popliedjes, zoals Queens Bohemian Rhapsody, en Céline Dions To Love You More. Maar ook Led Zeppelins Kashmir behoort tot haar repertoire. Deze mix kenmerkt Micarelli's opleiding. Alhoewel ze klassiek geschoold is heeft ze altijd popnummers gespeeld, en speelt ze op een echte 'rock-'n-roll' manier, zoals te zien is in haar live optredens.
In 2003 speelde ze als solovioliste bij de holidaytour van het Trans-Siberian Orchestra.
Eind 2005 trad ze op als gastmuzikant in de Noord-Amerikaanse tour van Ian Andersons progressieve rockband Jethro Tull. Zowel Micarelli als Jethro Tull waren positief verrast hoe goed de samenwerking ging en hoe goed een violist bij de muziek paste, dat ze besloten de samenwerking door te zetten in 2006. Halverwege 2006 verliet Micarelli Jethro Tull om te werken aan een nieuw soloalbum Interlude, en ze werd opgevolgd door Ann Marie Calhoun.

## Discografie
- Music From A Farther Room (2004)
- Interlude (2007)

- Bibliothèque nationale de France: cb146005542 (data)
- International Standard Name Identifier: 0000 0000 6160 2321
- Library of Congress Control Number: no2006082997
- MusicBrainz: 1f881a44-3621-4d0a-9576-7538b3743744
- Système universitaire de documentation: 084289872
- Virtual International Authority File: 305294875